# Chysis laevis
Chysis laevis är en orkidéart som beskrevs av John Lindley. Chysis laevis ingår i släktet Chysis och familjen orkidéer. Inga underarter finns listade i Catalogue of Life.

## Bildgalleri

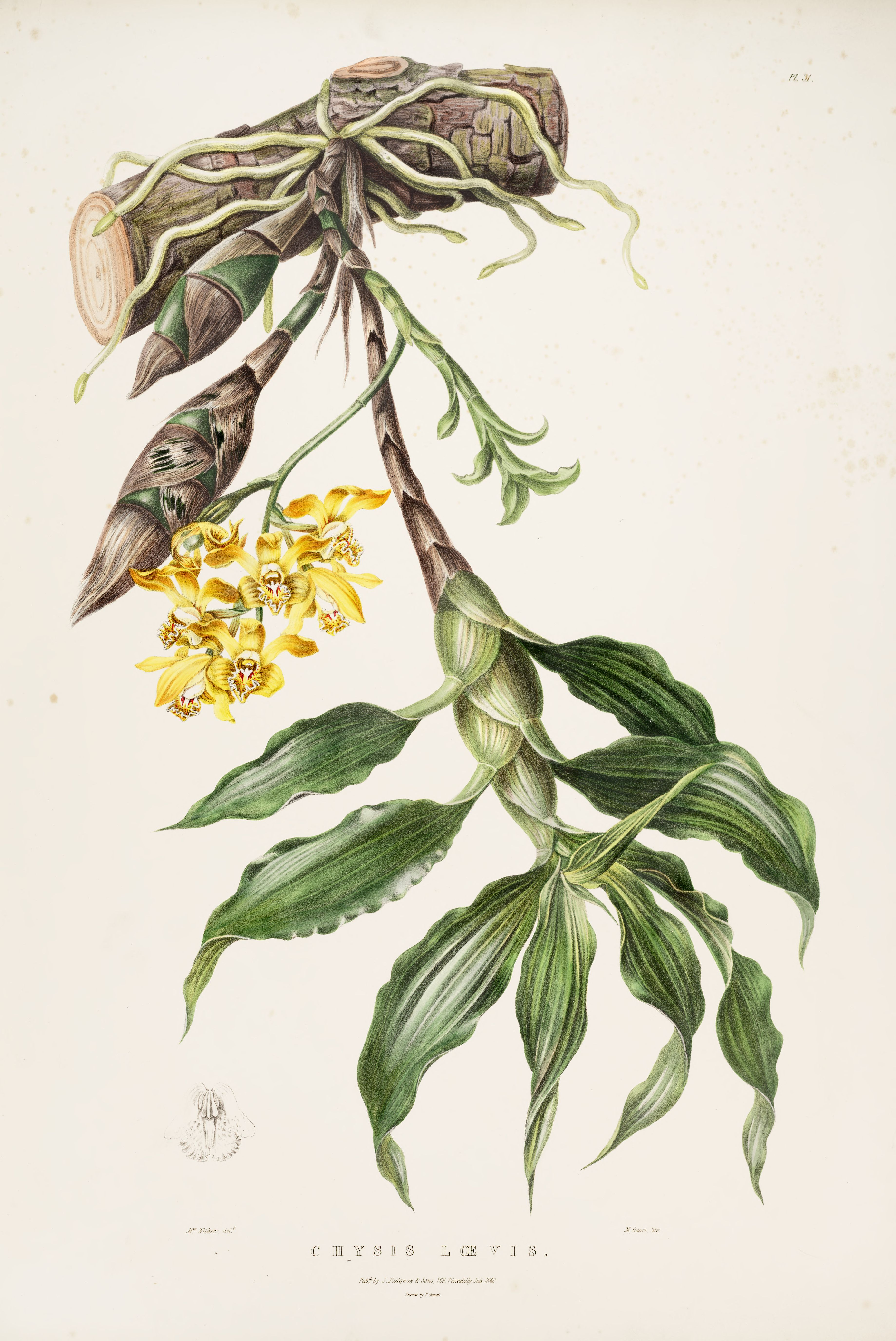